# Stelis campos-portoi
Stelis campos-portoi är en orkidéart som beskrevs av Leslie Andrew Garay. Stelis campos-portoi ingår i släktet Stelis och familjen orkidéer. Inga underarter finns listade i Catalogue of Life.